# Волынщино (Пензенская область)
Волы́нщино — село, административный центр Волынщинского сельсовета Бековского района Пензенской области.

## География
Село Волынщино расположено в центре Бековского района. Расстояние до районного центра пгт. Беково — 9 км, расстояние до областного центра г. Пензы — 145 км. По территории села протекает река Берёзовка — приток Хопра.

## История
По исследованиям историка-краеведа Полубоярова М. С., село основано около 1710 года поручиком Василием Ивановичем Волынским на речке Рузановке (ныне Берёзовка). В 1747 году — деревня Вязовка Завального стана Пензенского уезда князя Александра Александровича Черкасского. В 1780 году — в Сердобском уезде Саратовской губернии. В 1795 году — сельцо Валынщина, принадлежало поручице Аграфене Ивановне Сазоновой, 23 двора, душ — 124. В 1859 году — владельческое сельцо Воллынщина, при реке Хопре, 32 двора; число жителей: всего — 240 душ, из них мужского пола — 121, женского 119. В 1911 году — деревня Волынщино Хованской волости Сердобского уезда Саратовской губернии, в селе — школа грамотности, 72 двора; число душ: всего — 474, из них мужского пола — 239, женского — 235; площадь крестьянского посева — 276 десятин, из них на надельной земле — 223 десятины, на арендованной — 53; имелось 15 железных плугов, 6 веялок. На 1923 год — в Бековской волости Сердобского уезда, в 1928 году — центр Волынщинского сельсовета Бековского района Балашовского округа Нижне-Волжского края (с 30 июля 1930 года Балашовский округ упразднён, район вошёл в Нижне-Волжский край). С 1939 года село вошло во вновь образованную Пензенскую область. В 1955 году — в составе Хованщинского сельсовета Бековского района Пензенской области. В 1968 году — центр Волынщинского сельсовета Бековского района Пензенской области.

## Население
На 1 января 2004 года — 235 хозяйств, 532 жителя; в 2007 году — 496 жителей. На 1 января 2011 года численность населения села составляет 457 человек.
| Численность населения, чел. | Численность населения, чел. | Численность населения, чел. | Численность населения, чел. | Численность населения, чел. | Численность населения, чел. | Численность населения, чел. |
| 1747                        | 1811                        | 1859                        | 1911                        | 1926                        | 1939                        | 1959                        |
| --------------------------- | --------------------------- | --------------------------- | --------------------------- | --------------------------- | --------------------------- | --------------------------- |
| 128                         | ↗500                        | ↘240                        | ↗474                        | ↗572                        | ↘456                        | ↗468                        |
| 1979                        | 1989                        | 1996                        | 2004                        | 2007                        | 2010                        |                             |
| ↗680                        | ↘562                        | ↘536                        | ↘532                        | ↘496                        | ↘457                        |                             |

## Инфраструктура
В селе имеются начальная школа , дом культуры, библиотека, аптека, фельдшерско-акушерский пункт, магазин. Через село проходит автодорога регионального значения «Тамбов — Пенза» — Беково с асфальтовым покрытием. Село газифицировано, имеется централизованное водоснабжение.

## Улицы
- Заречная;
- Ленинская;
- Московская;
- Хопёрная;
- Шоссейная.